# Xabier Etxeita
Xabier Etxeita Gorritxategi (Zornotza, 31 ottobre 1987) è un ex calciatore spagnolo, di ruolo difensore.

## Caratteristiche tecniche
Difensore centrale, dotato di una buona personalità.

## Carriera

### Club
Nato ad Amorebieta-Etxano, in Biscaglia, dopo aver giocato per la squadra locale nel 2006 viene ingaggiato dal Bilbao Athletic. In seguito passa alla prima squadra dell'Athletic Bilbao, con cui debutta in Liga il 16 novembre 2008 nella vittoria per 2-0 contro l'Osasuna. Nel corso della partita successiva contro il Numancia viene espulso.
Negli ultimi giorni della finestra di mercato invernale 2009-10 viene ceduto in prestito per cinque mesi al Cartagena, club militante nella seconda divisione spagnola. Il 16 luglio 2010 firma con un'altra squadra della cadetteria, l'Elche. Con 40 presenze e quattro reti contribuisce nel 2012-13 alla promozione in Liga dei Franjiverdes, vent'anni dopo l'ultima apparizione.
Il 4 giugno 2013 fa ritorno all'Athletic Bilbao, dove si guadagna un posto da titolare. Il 25 ottobre 2014 timbra la sua prima marcatura con i Rojiblancos contro l'Almeria. Il 4 marzo 2015 segna il gol decisivo nella semifinale di Coppa del Re contro l'Espanyol. Nella finale successiva però i baschi sono sconfitti per 3-1 contro il Barcellona. Gioca da titolare la Supercoppa spagnola 2015, dove viene ammonito all'andata e sostituito al ritorno. L'Athletic s'impone complessivamente per 5-1 sul Barcellona (4-0 al San Mamés e 1-1 al Camp Nou) vendicando così la sconfitta in finale di coppa di qualche mese prima. Per il giocatore si tratta del primo trofeo in carriera.
Il 24 luglio 2018 si accorda per un anno in prestito all'Huesca, mentre il 13 agosto 2019 si trasferisce a titolo definitivo al Getafe.

### Nazionale
Il 12 ottobre 2015 debutta con la nazionale spagnola, giocando da titolare, nell'ultima partita valida per le Qualificazioni al campionato europeo di calcio 2016, contro l'Ucraina e risultatosi decisivo nella vittoria esterna delle "furie rosse".

## Statistiche

### Presenze e reti nei club
Statistiche aggiornate al 20 marzo 2016.
| Stagione               | Squadra                | Campionato             | Campionato | Campionato | Coppe nazionali | Coppe nazionali | Coppe nazionali | Coppe continentali | Coppe continentali | Coppe continentali | Altre coppe | Altre coppe | Altre coppe | Totale | Totale |
| Stagione               | Squadra                | Comp                   | Pres       | Reti       | Comp            | Pres            | Reti            | Comp               | Pres               | Reti               | Comp        | Pres        | Reti        | Pres   | Reti   |
| ---------------------- | ---------------------- | ---------------------- | ---------- | ---------- | --------------- | --------------- | --------------- | ------------------ | ------------------ | ------------------ | ----------- | ----------- | ----------- | ------ | ------ |
| 2008-2009              | Athletic Bilbao        | PD                     | 14         | 1          | CR              | 2               | 0               | -                  | -                  | -                  | -           | -           | -           | 16     | 1      |
| set.-dic. 2010         | Athletic Bilbao        | PD                     | 3          | 0          | CR              | 1               | 0               | UEL                | 1                  | 0                  | SS          | -           | -           | 5      | 0      |
| gen.- giu.2010         | Cartagena              | SDB                    | 14         | 1          | -               | -               | -               | -                  | -                  | -                  | -           | -           | -           | 14     | 1      |
| 2010-2011              | Elche                  | SD                     | 21         | 0          | CR              | 1               | 0               | -                  | -                  | -                  | -           | -           | -           | 22     | 0      |
| 2011-2012              | Elche                  | SD                     | 36         | 1          | CR              | 1               | 0               | -                  | -                  | -                  | -           | -           | -           | 37     | 1      |
| 2012-2013              | Elche                  | SD                     | 40         | 4          | CR              | 1               | 0               | -                  | -                  | -                  | -           | -           | -           | 41     | 4      |
| Totale Elche           | Totale Elche           | Totale Elche           | 97         | 5          |                 | 3               | 0               |                    | -                  | -                  |             | -           | -           | 100    | 5      |
| 2013-2014              | Athletic Bilbao        | PD                     | 3          | 0          | CR              | 0               | 0               | -                  | -                  | -                  | -           | -           | -           | 3      | 0      |
| 2014-2015              | Athletic Bilbao        | PD                     | 24         | 2          | CR              | 6               | 1               | UCL+UEL            | 2+2                | 0                  | -           | -           | -           | 34     | 3      |
| 2015-2016              | Athletic Bilbao        | PD                     | 24         | 0          | CR              | 4               | 1               | UEL                | 7                  | 0                  | SS          | 2           | 0           | 39     | 1      |
| Totale Athletic Bilbao | Totale Athletic Bilbao | Totale Athletic Bilbao | 68         | 3          |                 | 13              | 2               |                    | 14                 | 0                  |             | 2           | 0           | 97     | 5      |
| Totale carriera        | Totale carriera        | Totale carriera        | 179        | 9          |                 | 16              | 2               |                    | 14                 | 0                  |             | 2           | 0           | 211    | 11     |

### Cronologia presenze e reti in nazionale
| Cronologia completa delle presenze e delle reti in nazionale ― Spagna | Cronologia completa delle presenze e delle reti in nazionale ― Spagna | Cronologia completa delle presenze e delle reti in nazionale ― Spagna | Cronologia completa delle presenze e delle reti in nazionale ― Spagna | Cronologia completa delle presenze e delle reti in nazionale ― Spagna | Cronologia completa delle presenze e delle reti in nazionale ― Spagna | Cronologia completa delle presenze e delle reti in nazionale ― Spagna | Cronologia completa delle presenze e delle reti in nazionale ― Spagna |
| Data                                                                  | Città                                                                 | In casa                                                               | Risultato                                                             | Ospiti                                                                | Competizione                                                          | Reti                                                                  | Note                                                                  |
| --------------------------------------------------------------------- | --------------------------------------------------------------------- | --------------------------------------------------------------------- | --------------------------------------------------------------------- | --------------------------------------------------------------------- | --------------------------------------------------------------------- | --------------------------------------------------------------------- | --------------------------------------------------------------------- |
| 12-10-2015                                                            | Kiev                                                                  | Ucraina                                                               | 0 – 1                                                                 | Spagna                                                                | Qual. Euro 2016                                                       | -                                                                     |                                                                       |
| Totale                                                                |                                                                       | Presenze                                                              | 1                                                                     |                                                                       | Reti                                                                  | 0                                                                     |                                                                       |

## Palmarès

### Club

#### Competizioni nazionali
- Segunda División: 1

Elche: 2012-2013
- Supercoppa di Spagna: 1

Athletic Bilbao: 2015